# Богородичин гроб
Богородичин гроб је једно од највећих хришћанских светилишта. То је гробница у стени где је, према сведочењу, апостола сахрањена Пресвета Богородица.
Смештен је у цркви Успења Пресвете Богородице у Гетсиманији, у подножју западне падине Маслинске горе у долини Кедрона у Јерусалиму, Израел.

## Погреб Богородице
Према предању, Богородица Марија је преминула у Јерусалиму, а у Гетсиманији су је сахранили у гробници у којој су претходно били сахрањени њени родитељи Свети Јоаким и Ана и Праведни Јосиф за кога је била заручена. Пошто није био у могућности да присуствује сахрани Апостол Тома је дошао након три дана у Гетсиманију и замолио их да отворе ковчег како би се опростимо од Марије. Отворени ковчег је био празан.
Као успомена је на смрт Богородице и дан када се она вазнела на небо и „предала свој дух у руке Спаситеља”, празнује се Успење Пресвете Богородице или Велика Госпојина 28. августа, односно 15. августа по јулијанском календару, када се завршава и пост који траје 14 дана. Велика Госпојина је један од највећих хришћанских празника.